# SMS Kaiserin Augusta
O SMS Kaiserin Augusta foi um cruzador protegido operado pela Marinha Imperial Alemã. Sua construção começou em maio de 1890 nos estaleiros da Germaniawerft em Kiel e foi lançado ao mar em janeiro de 1892, sendo comissionado em novembro do mesmo ano. Projetado para atuar tanto junto com a frota principal quanto no serviço colonial, era armado com uma bateria principal composta por quatro canhões de 149 milímetros em montagens individuais, tinha um deslocamento carregado de mais de seis mil toneladas e alcançava uma velocidade máxima de 21 nós.
O Kaiserin Augusta foi enviado em uma viagem diplomática para os Estados Unidos assim que entrou em serviço, porém isto revelou problemas estruturais e assim ele foi descomissionado ao retornar em junho de 1893. Só voltou ao serviço ao final dos reparos em abril de 1895 e pelos anos seguintes atuou como parte da frota alemã em atividades e exercícios de rotina. Foi enviado para o Mar Mediterrâneo em fevereiro de 1897 em resposta à Revolta de Creta, permanecendo na região até pouco depois do início da Guerra Greco-Turca, quando foi transferido para o Sudeste Asiático.
O cruzador chegou na possessão alemã da Baía de Kiaochau em dezembro de 1897 e pelos anos seguintes navegou pela região protegendo os interesses coloniais alemães como parte da Esquadra da Ásia Oriental. Durante este período ajudou na subjugação do Levante dos Boxers na China em 1900. Voltou para a Alemanha em 1902 e passou por uma grande modernização que durou até 1907, sendo então colocado na reserva. Foi mobilizado como navio-escola após o início da Primeira Guerra Mundial em 1914. Serviu nesta função pelo conflito e depois foi desmontado em 1919.

## Antecedentes
Os trabalhos de projeto do que se tornaria o Kaiserin Augusta começaram em 1887 e terminaram em 1889. O general de infantaria Leo von Caprivi, o Chefe do Almirantado Imperial, era a favor de uma frota de cruzadores para defender os interesses navais da Alemanha. Ele e o príncipe herdeiro Guilherme acreditavam que tais embarcações deveriam, acima de tudo, possuir motores poderosos para que alcançassem velocidades elevadas. Canhões de tamanho médio e pouca proteção eram necessárias para que fossem eficazes em combate, enquanto uma aparência impressionante melhoraria suas capacidades para viagens diplomáticas. Novos cruzadores deveriam atuar tanto como batedores para a frota principal quanto como navios de patrulha no crescente império colonial alemão. Diferentemente da Marinha Real Britânica, que tinha os recursos para construir cruzadores especializados para cada um desses deveres, restrições orçamentárias forçavam a Marinha Imperial Alemã a projetar embarcações que pudessem desempenhar as duas funções.
Embarcações de cruzeiro alemãs até meados da década de 1880 eram usadas principalmente para serviço no exterior e deveres de treinamento; as corvetas da Classe Carola e Classe Bismarck tinham pouco valor para combate, enquanto as corvetas SMS Nixe e SMS Charlotte eram puramente navios-escola. As construções dos cruzadores protegidos da Classe Irene começaram em 1886, os primeiros cruzadores modernos alemães. Oficiais graduados debateram que tipo de cruzador deveria ser construído em seguida. Os vice-almirantes Alexander von Monts e Wilhelm von Wickede, os chefes da Estação Naval do Mar do Norte e da Estação Naval do Mar Báltico, respectivamente, eram a favor de um navio que fosse puramente um batedor. Caprivi, com o apoio do Conselho do Almirantado, favorecia um cruzador com maior ênfase em serviço estrangeiro, o que seria uma repetição da Classe Irene, mas com menos blindagem. Ele acreditava que cruzadores alemães deveriam ser usados apenas como corsários e assim não precisavam de blindagem.
A Dieta Imperial aprovou no início de 1888 a construção de um novo cruzador, designado "H", para ser construído no ano fiscal de 1889. O capitão de mar Friedrich von Hollmann, Chefe do Estado-Maior do Almirantado, argumentou que o cruzador, que ele achava que deveria ser o primeiro de uma classe de quatro, deveria ser capaz não apenas de destruir navios mercantes, mas também enfrentar cruzadores inimigos e defesas costeiras no exterior. A facção de Caprivi prevaleceu inicialmente, mas ele renunciou de seu posto em julho de 1888 quando Guilherme ascendeu ao trono. Os dois tinham visões muito diferentes sobre como a Marinha Imperial deveria ser orientada e assim Monts o substituiu. Ele imediatamente parou o desenvolvimento da embarcação e instruiu os projetistas a prepararem um novo projeto que seria um batedor eficaz para a frota principal.

## Desenvolvimento
Guilherme derrubou a decisão de Caprivi sobre omitir a proteção, instruindo que um convés blindado fosse incorporado. Alfred Dietrich, o Construtor Chefe, elaborou o projeto. A velocidade máxima de vinte nós (37 quilômetros por hora) exigia um casco mais longo do que o da Classe Irene, já que um casco mais longo e fino melhorava a eficiência hidrodinâmica. Nisto, Dietrich foi limitado pelo tamanho de docas secas e outras infraestruturas portuárias. Uma velocidade mais elevada reduzia a manobrabilidade, prejudicando as capacidades da embarcação em combate. Mais alterações foram incorporadas, incluindo o fortalecimento do armamento, o que adiou mais o início da construção.
Dietrich continuou a trabalhar no projeto revisado pelo final de 1888, com a principal dificuldade sendo os melhoramentos necessários no sistema de propulsão para manter a velocidade máxima. O navio maior e mais pesado precisaria de cinquenta por cento mais cavalos-vapor quando comparado à propulsão da Classe Irene. O convés blindado complicava o arranjo dos motores, pois os motores verticais necessários para chegar aos vinte nós exigidos em duas hélices precisariam uma uma glacis pesada para ampliar o convés blindado acima das salas de máquinas. Consequentemente, Dietrich foi forçado a adotar um esquema com três hélices, assim a potência necessária poderia ser dividida em três motores menores; o resultado foi o primeiro grande navio de guerra do mundo com três hélices. A Marinha Nacional Francesa tinha escolhido o mesmo arranjo para seu cruzador blindado Dupuy de Lôme, mas o Kaiserin Augusta foi finalizado antes. O esquema com três hélices não apenas resolveu a questão do arranjo do sistema de propulsão, como também melhorou a manobrabilidade da embarcação. Esse arranjo foi tão bem sucedido que foi repetido nos couraçados da Classe Kaiser Friedrich III.
O armamento também foi uma questão para ser resolvida enquanto o projeto era refinado. Os canhões calibre 30 de 149 milímetros foram inicialmente rejeitados porque eram incapazes de penetrarem conveses blindados. Armas de disparo rápido tinham sido desenvolvidas até 105 milímetros, assim a equipe de projeto optou por padronizar uma bateria de doze canhões calibre 35 de 105 milímetros, pois estas armas disparavam muito mais rápido e assim poderiam suprimir um alvo e destruir suas áreas desprotegidas. Entretanto, os projetistas voltaram para o canhão de 149 milímetros, apesar de suas desvantagens, enquanto o projeto crescia em tamanho. Um novo modelo calibre 35 foi desenvolvido até 1891 e Dietrich modificou o projeto do Kaiserin Augusta, cuja construção já tinha começado, para incorporar essa nova arma. Um número insuficiente de canhões calibre 35 tinham sido produzidos quando o cruzador entrou em serviço, assim foi armado com uma mistura das armas antigas calibre 30 e dos canhões de 105 milímetros.

## Projeto

### Características

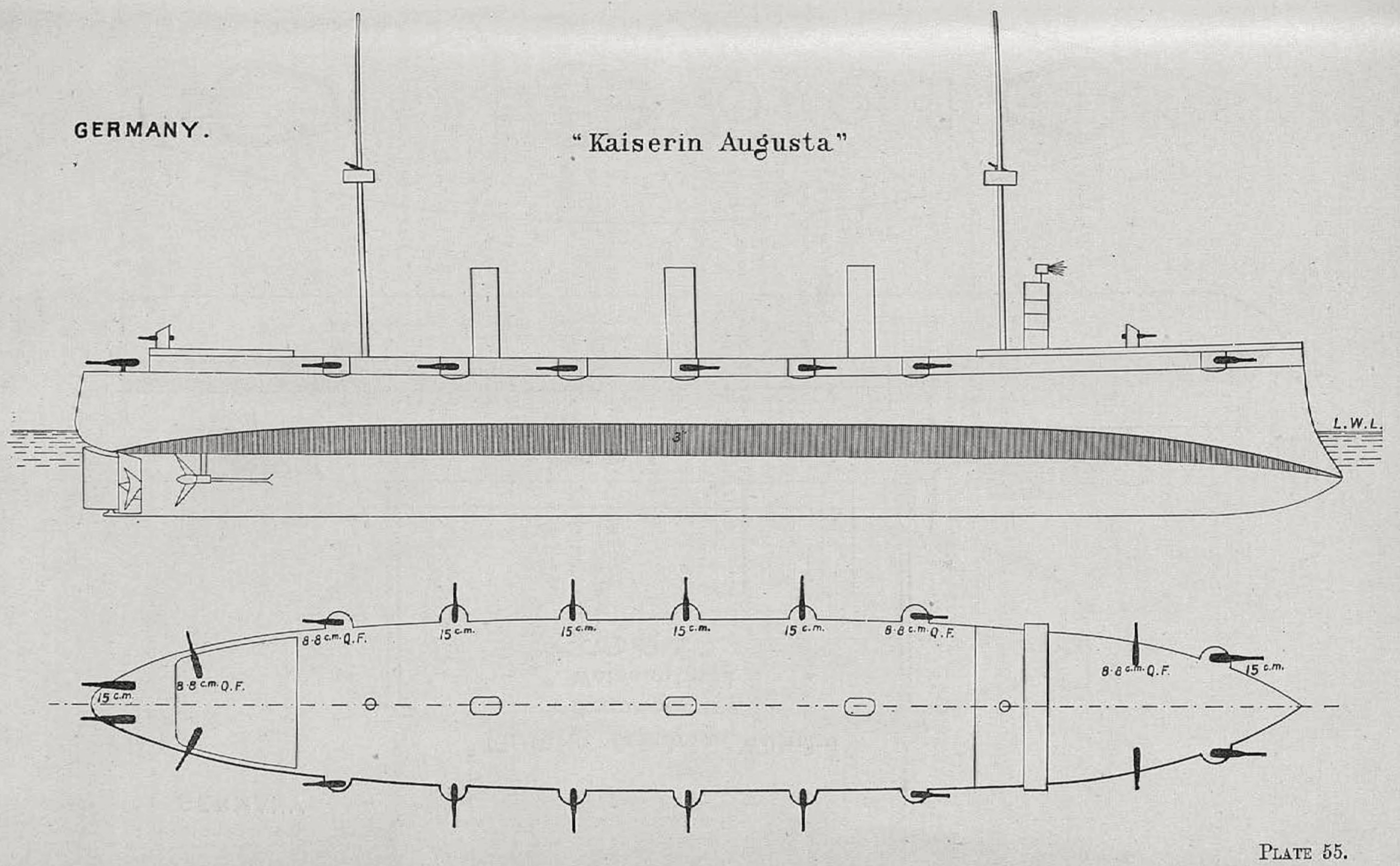
Desenho do Kaiserin Augusta

O Kaiserin Augusta tinha 122,2 metros de comprimento da linha de flutuação e 123,2 metros de comprimento de fora a fora. Tinha uma boca de 15,6 metros e um calado de 6,48 metros à vante e 7,4 metros à ré. Seu deslocamento normal era de 6 056 toneladas, enquanto o deslocamento carregado aumentava até chegar a 6 318 toneladas. O casco foi construído com armações de aço longitudinais e transversais; a parede externa era feita de uma camada de tábuas de madeira cobertas com um revestimento de metal Muntz para proteger a madeira de bioincrustações. O casco era subdividido em dez compartimentos estanques e tinha um fundo duplo que abrangia 55 por cento do comprimento da embarcação. A superestrutura do Kaiserin Augusta era mínima, consistindo apenas em uma pequena torre de comando com uma ponte de comando em cima. O navio tinha um convés quase contínuo, com o convés superior terminando pouco antes da popa, onde abaixava para um tombadilho. Foi equipado com dois mastros de poste com gáveas.
A tripulação era formada por treze oficiais e 417 marinheiros. Levava várias embarcações menores, incluindo dois barcos de piquete, um escaler, uma pinaça, dois cúteres, dois yawls e dois botes. O navio sofria de arfadas e balanços severos, porém esses efeitos eram reduzidos sob ventos fortes. O castelo de proa ficava excessivamente molhado com água do mar. Sua manobrabilidade era ruim, porém melhorava em velocidades mais elevadas. A altura metacêntrica era de 78 centímetros. O cruzador sofria de vibrações excessivas em altas velocidades, provavelmente o resultado dos eixos das hélices estarem muito próximos do casco.

### Propulsão
O sistema de propulsão tinha três motores de tripla expansão com três cilindros construídos pela AG Germania, cada uma girando uma hélice de 4,5 metros de diâmetro. Cada motor ficava em sua própria sala de máquinas; o motor central ficava arranjado verticalmente, enquanto os motores laterais ficavam na horizontal a fim de manter o convés blindado o mais baixo possível. O vapor para os motores vinha de oito caldeiras de tubos de fogo cilíndricas duplas divididas em três salas. A exaustão das caldeiras era canalizada para três chaminés. A energia elétrica de bordo provinha de quatro geradores elétricos que produziam 48 quilowatts a 67 volts. A direção era controlada por um único leme.
A potência indicada era de doze mil cavalos-vapor (8 830 quilowatts) para uma velocidade máxima de 21 nós (39 quilômetros por hora), porém durante seus testes marítimos foi meio nó mais rápido com 14 015 cavalos-vapor (10 305 quilowatts). Os registros sobre seus testes forçando os motores não sobreviveram, mas fontes extraoficiais afirmam que o Kaiserin Augusta alcançou 22,5 nós (41,7 quilômetros por hora). A velocidade de 21,5 nós o fez um dos cruzadores mais rápidos do mundo na época, além do navio mais rápido da frota alemã. Podia carregar normalmente setecentas toneladas de carvão, o que lhe dava uma autonomia de 3 240 milhas náuticas (seis mil quilômetros) a doze nós (22 quilômetros por hora). Mais 110 toneladas de carvão podiam ser armazenadas em outros locais sem afetar a estabilidade, o que por sua vez aumentava a autonomia.

### Armamento e blindagem
Como construído, o Kaiserin Augusta foi inicialmente armado com quatro canhões calibre 30 de 149 milímetros, cada arma com um carregamento de 292 projéteis. A bateria secundária era de oito canhões calibre 35 de 105 milímetros, cada um com 777 projéteis à disposição. Também foi equipado com oito canhões calibre 30 de 88 milímetros e quatro metralhadoras. Os canhões de 149 e 105 milímetros ficavam instalados em plataformas de casamatas no convés principal. O navio tinha um carregamento de treze torpedos e cinco tubos de 350 milímetros, quatro em montagens giratórias nas laterais e um submerso na proa. O Kaiserin Augusta passou por reformas entre 1893 e 1895 em que, dentre outras coisas, seu armamento foi aprimorado; os canhões de 149 e 105 milímetros foram substituídos por doze armas calibre 35 de 149 milímetros. Tinham um alcance de 12,6 quilômetros e um carregamento total de 1 064 projéteis. Os tubos de torpedo nas montagens giratórias foram removidas em 1907, deixando apenas o tubo da proa com três torpedos.
A proteção consistia principalmente de um convés blindado curvado feito de aço Krupp que era inclinado para baixo nas laterais para se encontrar com o casco 1,5 metro abaixo da linha de flutuação. A porção nivelada do convés tinha cinquenta milímetros de espessura, já as partes inclinadas tinham 75 milímetros sobre as salas de máquinas e cinquenta milímetros mais à vante e à ré. O convés blindado ampliava-se para baixo na proa com o objetivo de reforçar essa área do navio para que fosse usada em abalroamentos. A torre de comando tinha laterais de cinquenta milímetros e teto de vinte milímetros. Abaixo da torre de comando, havia um tubo com cem milímetros de blindagem de aço que protegia os equipamentos de direção e os tubos de voz que repassavam os comandos da ponte. As armas de 88 milímetros tinham escudos de doze milímetros.

## Carreira

### Início de serviço

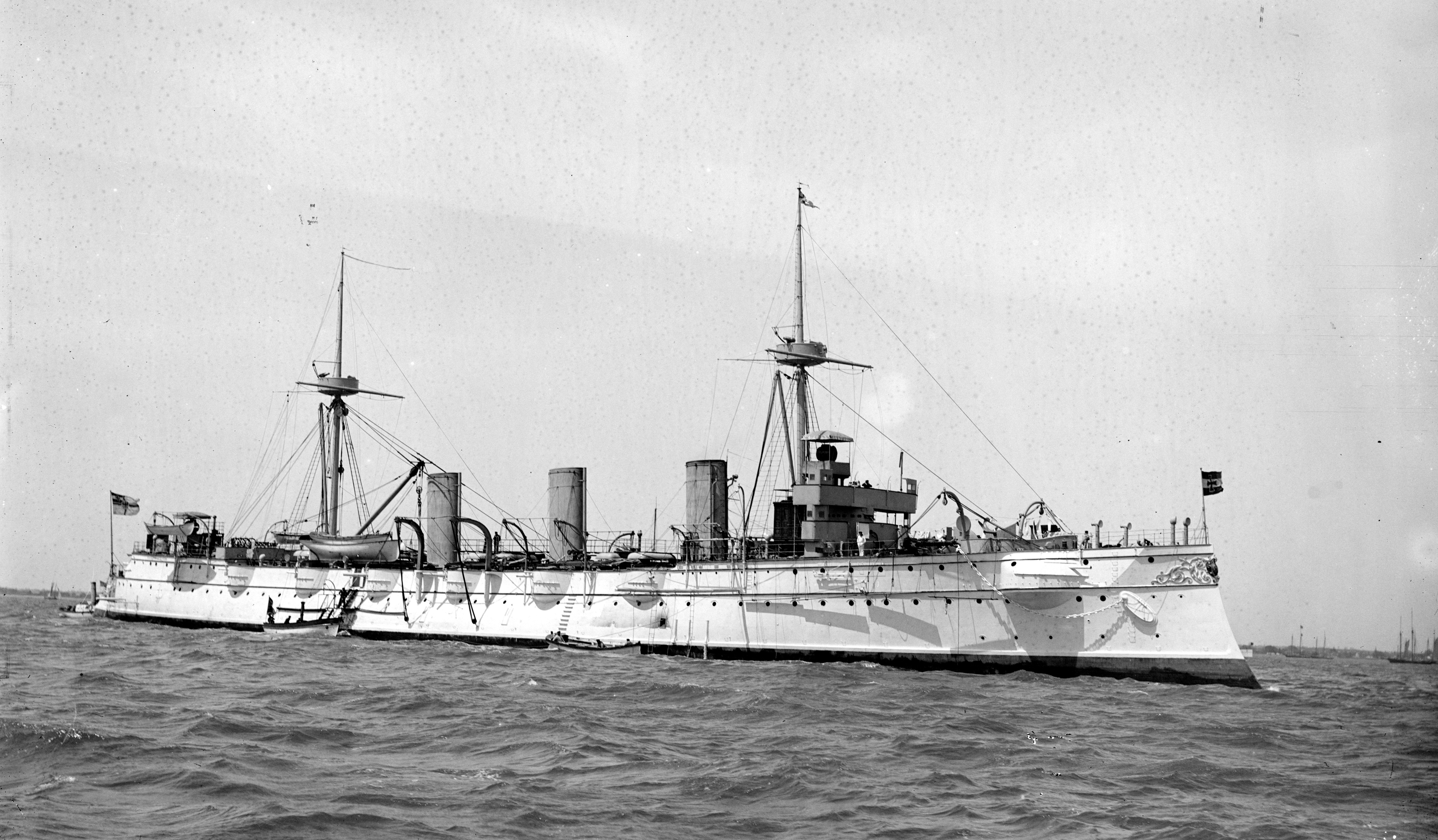
O Kaiserin Augusta nos Estados Unidos c. abril-maio de 1893

O batimento de quilha do Kaiserin Augusta ocorreu em maio de 1890 na Germaniawerft em Kiel. Foi lançado ao mar em 15 de janeiro de 1892, sendo batizado pelo capitão de mar príncipe Henrique da Prússia, neto da homônima da embarcação, a imperatriz Augusta de Saxe-Weimar-Eisenach. O navio, finalizado com um armamento provisório, foi comissionado em 17 de novembro para começar seus testes marítimos. Estes foram interrompidos pela necessidade de enviar cruzadores modernos para representar a Alemanha nos Estados Unidos em uma celebração da primeira viagem de Cristóvão Colombo através do Oceano Atlântico. Celebrações em Gênova, na Itália, mais cedo naquele mesmo ano tinham gerado comentários negativos sobre o cruzador protegido SMS Prinzess Wilhelm, o representante alemão. Consequentemente, o Kaiserin Augusta e o cruzador desprotegido SMS Seeadler foram enviados no início de 1893 para Nova Iorque. O Kaiserin Augusta deixou Kiel em 29 de março sob o comando do capitão de mar Wilhelm Büchsel e se encontrou com o Seeadler em Halifax, no Canadá. Os dois chegaram em Hampton Roads em 26 de abril, com o Kaiserin Augusta causando uma boa impressão, tendo alcançado a velocidade de 21,5 nós durante sua travessia do Atlântico. Os navios depois foram para Nova Iorque para as celebrações e partiram em 13 de maio. O Seeadler retornou para a África Oriental Alemã, já o Kaiserin Augusta voltou para Kiel, onde chegou 2 de junho.
A viagem revelou problemas estruturais, assim o navio foi descomissionado em 21 de junho para modificações. Durante este período, seu armamento definitivo foi instalado. Os trabalhos terminaram em meados de 1894, mas seus motores quebraram durante testes e precisaram ser completamente reconstruídos. Os reparos só terminaram no início de 1895 e o cruzador foi recomissionado em 3 de abril. Mais testes se seguiram e ele acidentalmente encalhou no Fiorde de Kiel em 9 de maio. Foi libertado pelo antigo ironclad SMS Baden e alguns rebocadores. Reparos foram concluídos e o Kaiserin Augusta participou em 21 de junho da inauguração do Canal Imperador Guilherme. Liderou um grupo que tinha os quatro couraçados da Classe Brandenburg, os quatro ironclads da Classe Sachsen, os quatro navios de defesa de costa da Classe Siegfried e outras 21 embarcações.
Dois mercadores alemães tinham sido assassinados no Marrocos e o cruzador protegido SMS Irene foi enviado para garantir uma indenização, mas o governo alemão determinou que a quantia estabelecida pelo governo marroquino era insuficiente. O Kaiserin Augusta foi enviado em julho sob o comando do capitão de mar Oscar von Schuckmann com o objetivo de garantir um pagamento maior; se juntou no local com as corvetas SMS Marie e SMS Stosch e o navio de defesa de costa SMS Hagen. A I Esquadra, que estava no Mar Mediterrâneo em um cruzeiro de treinamento, prolongou sua viagem para que assim estivesse na região e aplicasse ainda mais pressão sobre Marrocos. Schuckmann participou das negociações junto com o embaixador alemão. A diplomacia das canhoneiras alemã foi bem sucedida nos seus objetivos, mas a ação foi muito criticada, especialmente no Reino Unido, onde o sentimento antialemão estava começando a crescer. O Kaiserin Augusta deixou Tânger em 5 de agosto e chegou na Alemanha no dia 18, onde participou das manobras anuais da frota. Seus testes marítimos foram finalmente completados em 20 de dezembro e três dias depois foi designado como navio de guarda em Wilhelmshaven. Serviu de navio-escola para pessoal de engenharia enquanto estava no local. O cruzador escoltou o iate imperial SMY Hohenzollern com o imperador Guilherme II a bordo em um cruzeiro pelo Mediterrâneo que durou até 1º de maio de 1896. Do final de junho até 8 de novembro ficou ocupado com treinamentos individuais e em esquadra.

### Mediterrâneo e Ásia

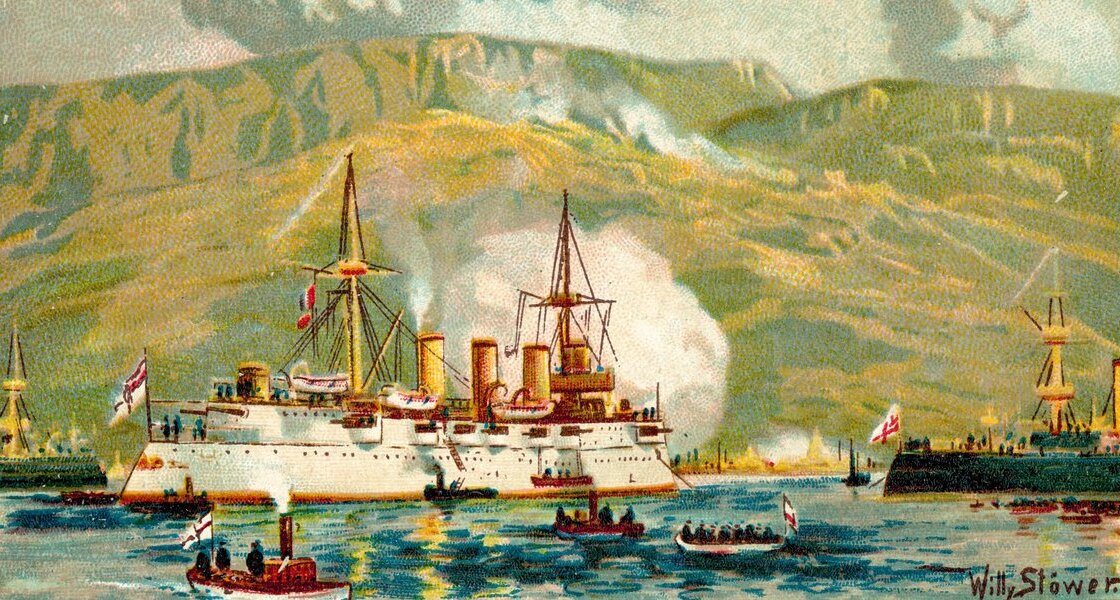
Ilustração de Willy Stöwer do Kaiserin Augusta bombardeando rebeldes cretanos

Uma demonstração naval internacional ocorreu perto de Creta em fevereiro de 1897 em protesto contra a tentativa de anexação da ilha pela Grécia e também para impedir outra guerra entre Grécia e Império Otomano. O Kaiserin Augusta foi o único navio alemão enviado para a Esquadra Internacional, recebendo ordens para se juntar à formação em 6 de fevereiro e chegando na Baía de Suda no dia 21. O capitão de corveta Leopold Koellner, o oficial comandante do cruzador, tinha ordens de atuar por conta própria, mas também de acordo com os outros navios da esquadra. O Kaiserin Augusta e outras embarcações bombardearam ainda no dia 21 rebeldes gregos que estavam atacando Chania. O navio alemão desembarcou cinquenta homens em 15 de março para reforçarem uma equipe de desembarque que tinha ido impedir os combates. O Kaiserin Augusta operou como parte de uma "Divisão Rápida", que também tinha o cruzador torpedeiro italiano Caprera, o cruzador torpedeiro austro-húngaro SMS Tiger, o contratorpedeiro francês Faucon e a canhoneira russa Grosjaschtschi. Eles foram encarregados de bloquear ataques gregos na área próxima da Baía de Suda; os voluntários gregos apelidaram o cruzador alemão de "o maldito navio branco" por seus esforços para impedir os ataques.
Apesar dos esforços das Grandes Potências, a Guerra Greco-Turca de 1897 começou em 17 de abril. Sucessos iniciais otomanos ameaçaram provocar uma revolução na Grécia, assim a Esquadra Internacional enviou a maioria dos seus navios, incluindo o Kaiserin Augusta, para o porto de Pireu em uma tentativa de estabilizar o país. O Kaiserin Augusta navegou em 8 de novembro para Esmirna, no Império Otomano, onde recebeu ordens de prosseguir para o Sudeste Asiático. Voltou para Creta no dia 19 a fim de recuperar sua equipe de desembarque e então zarpou para a Ásia. O vice-almirante Otto von Diederichs, o comandante da Esquadra da Ásia Oriental, tomou o Território Arrendado da Baía de Kiaochau da China e imediatamente pediu reforços para garantir a posse desse novo território colonial. Ele pediu especificamente pelo Kaiserin Augusta mais tropas terrestres adicionais para ajudar a guarnecer o porto. Também foram enviados o reconstruído ironclad SMS Deutschland e os cruzadores desprotegidos SMS Cormoran e SMS Gefion, este último levando os soldados do III Batalhão Naval. O Kaiserin Augusta, porque estava no Mediterrâneo, foi o primeiro a chegar em Tsingtao, em 30 de dezembro.
O navio permaneceu em Tsingtao na Baía de Kiaochau até meados de março de 1898, quando foi visitar a colônia britânica de Hong Kong. Depois disso fez um cruzeiro pelo Mar Amarelo e visitou Nagasaki, no Japão, onde Diederichs temporariamente subiu a bordo. O capitão de mar Ernst Gülich assumiu o comando do cruzador no início de novembro. A Guerra Hispano-Americana começou em abril e Diederichs recebeu ordens de ir para as Filipinas, onde uma esquadra espanhola tinha sido recentemente derrotada por uma esquadra estadunidense. O almirante foi instruído a proteger os interesses alemães no local e, se possível, tomar outra concessão colonial nas Filipinas. As embarcações da Esquadra da Ásia Oriental estavam espalhadas em várias missões coloniais ou em manutenção, assim as forças foram se concentrando lentamente; Diederichs convocou o Kaiserin Augusta para ser sua capitânia enquanto os navios se reuniam. O cruzador foi para Hong Kong em 13 de agosto depois da Batalha de Manila, chegando dois dias depois. O navio enviou uma mensagem para Berlim informado sobre a derrota da guarnição espanhola. Também evacuou Basilio Augustín, o ex-Governador Geral das Filipinas.
O Kaiserin Augusta transportou em outubro um destacamento de infantaria para Taku à pedido do embaixador alemão na China. Os homens então viajaram para Pequim a fim de protegerem a legação alemã. O navio participou em 23 de novembro de uma cerimônia em Xangai para erguer um monumento em homenagem aos homens mortos no naufrágio da canhoneira SMS Iltis. Em seguida voltou para Tsingtao e fez viagens por portos chineses e japoneses pelo restante do ano. Foi reclassificado em 27 de fevereiro de 1899 como um "cruzador grande". O resto do ano transcorreu tranquilamente, partindo em outubro para uma manutenção em Weihaiwei que durou até 5 de fevereiro de 1900. O Levante dos Boxers estourou na China no final de março, fazendo com que as potências europeias enviassem navios para Taku. O Kaiserin Augusta transportou homens do III Batalhão Naval, também enviando sessenta tripulantes próprios para participarem de uma força de resgate a europeus em Tientsin. Durante estas operações, o capitão de corveta Oltmann Buchholz, o oficial executivo do navio, foi morto. Parte da equipe de desembarque voltou em 18 de julho, mas o restante permaneceu em terra até meados de setembro.
A embarcação serviu de capitânia do vice-almirante Felix von Bendemann de 26 de outubro até 18 de novembro. Passou 1901 navegando por águas chinesas e japonesas, mas nada de notável aconteceu no ano. O capitão de fragata Johannes Stein foi seu oficial comandante de janeiro a novembro, sendo sucedido pelo capitão de fragata Friedrich von Ingenohl. Este permaneceu a bordo apenas até março de 1902, quando foi substituído pelo capitão de mar Carl Derzewski. O Kaiserin Augusta recebeu em 6 de março ordens de voltar para a Alemanha junto com os barcos torpedeiros SMS S91 e SMS S92. Os três chegaram em Kiel em 7 de junho e o cruzador foi descomissionado no dia 16.

### Últimos anos
O Kaiserin Augusta já estava obsoleto no início da década de 1900 e assim uma grande modernização foi iniciada em maio de 1903. Seus geradores foram substituídos com unidades novas que mais do que dobraram sua potência, que passou a ser de 124 quilowatts a 110 volts. Sua ponte de comando foi expandida com um segundo convés e ampliada para ré do mastro do traquete. A altura das chaminés foi aumentada em dois metros e um holofote foi instalado em cada gávea. Os tubos de torpedo giratórios foram removidos. A modernização terminou em 1905 e o cruzador colocado na reserva. Permaneceu fora de serviço até o início da Primeira Guerra Mundial em 1914. O Kaiserin Augusta foi reativado em agosto para ser usado como navio-escola de artilharia, substituindo o cruzador blindado SMS Blücher. Seu comandante entre agosto e novembro foi o capitão de mar Ferdinand Bertram. O navio foi colocado no Mar Báltico e designado para defesa litorânea em antecipação a um possível ataque britânico pelos estreitos dinamarqueses.
O armamento foi diversificado várias vezes no decorrer do conflito a fim de facilitar o treinamento dos artilheiros. A primeira alteração terminou em 30 de outubro, quando seus canhões de 149 milímetros foram removidos. A ameaça britânica no Báltico diminuiu até o final de 1914 e assim o Kaiserin Augusta foi tirado da defesa litorânea em 12 de dezembro. Ele praticamente permaneceu na relativa segurança do Báltico ocidental por toda a guerra. Mais alterações no armamento foram sendo feitas, com o cruzador tendo até o final do conflito um canhão calibre 45 de 149 milímetros, quatro canhões calibre 45 de 105 milímetros, quatro canhões calibre 45 de 88 milímetros, quatro canhões calibre 35 de 88 milímetros, cinco canhões calibre 30 de 88 milímetros e um canhão deste último modelo em uma montagem de submarino. Foi descomissionado em 14 de dezembro de 1918. Foi formalmente removido do registro naval em 1º de outubro de 1919 e vendido para a Norddeutsche Tiefbauges, sendo desmontado em Kiel no ano seguinte.